# Pirimai
Pirimai est une banlieue de la cité de Napier, située dans la région de la Hawke's Bay, dans l’est de l’Île du Nord de la Nouvelle-Zélande.
Elle comprend Pirimai Park et son aire de jeux.

## Démographie
La localité de Pirimai, comprenant les zones statistiques de Pirimai West et Pirimai East, avait une population de 3 852 résidents lors du recensement de 2018 en Nouvelle-Zélande, en augmentation de 255 personnes soit 7,1 % depuis le recensement de 2013 en Nouvelle-Zélande et en augmentation de 171 personnes (soit 4,6 %) depuis le recensement de 2006.
Il y avait 434 logements.
On comptait 1 914 hommes et 1 938 femmes, donnant ainsi un sexe-ratio de 0,99 homme pour une femme, avec 879 personnes (soit 22,8 %) âgées de moins de 15 ans, 789 personnes (soit 20,5 %) âgées de 15 à 29 ans, 1 635 personnes (soit 42,4 %) âgées de 30 à 64 ans et 555 personnes (14,4 %) âgées de 65 ans ou plus.
L’ethnicité était de 81,3 % d’européens/Pākehā, 25,9 % de Māori, 3,7 % de personnes du Pacifique, 4,9 % d’asiatiques, et 1,6 % d’autres ethnicités (le total fait plus de 100 % dans la mesure où les personnes peuvent s’identifier à de multiples ethnicités).
La proportion de personnes nées outre-mer était de 13,1 %, comparées avec les 27,1 % au niveau national.
Bien que certaines personnes refusent de donner leur religion, 58,5 % n’ont aucune religion, 27,9 % étaient chrétiens, 0,8 % étaient hindouistes, 0,2 % étaient musulmans, 0,6 % étaient bouddhistes et 4,5 % avaient une autre religion.
Parmi les personnes de plus de 15 ans d’âge, 399 personnes (soit 13,4 %) avaient un niveau de premier cycle universitaire ou supérieur et 648 personnes (21,8 %) n’avaient aucune qualification formelle.
En ce qui concerne le statut d’emploi des plus de 15 ans, 1 623 personnes (54,6 %) était employées à plein temps, 408 personnes (13,7 %) étaient employées à temps partiel et 105 personnes (soit 3,5 %) étaient sans emploi.
| Nom              | Population | Logements | Âge médian | Revenus médians |
| ---------------- | ---------- | --------- | ---------- | --------------- |
| Pirimai West     | 1,611      | 648       | 37 ans     | 29 100 $        |
| Pirimai East     | 2,241      | 786       | 32,7 ans   | 31 600 $        |
| Nouvelle-Zélande |            |           | 37,4 ans   | 31 800 $        |